# Reinier Beeuwkes
Reiner Bertus Beeuwkes (ur. 17 lutego 1884 w Hadze, zm. 1 kwietnia 1963 tamże) – holenderski piłkarz grający na pozycji bramkarza. W swojej karierze rozegrał 19 meczów w reprezentacji Holandii.

## Kariera klubowa
Całą swoją karierę piłkarską Beeuwkes spędził w klubie FC Dordrecht. W sezonie 1903/1904 zadebiutował w nim w rozgrywkach mistrzostw Holandii. W Dordrechcie grał do 1911 roku.

## Kariera reprezentacyjna
W reprezentacji Holandii Beeuwkes zadebiutował 30 kwietnia 1905 roku w wygranym 4:1 meczu Coupe Van Den Abeele 1905 z Belgią, rozegranym w Antwerpii. W 1908 roku na igrzyskach olimpijskich w Londynie zdobył brązowy medal. Od 1905 do 1910 roku rozegrał w kadrze narodowej 19 meczów.